# Nyangani
Nyangani (dříve Inyangani, 2592 m n. m.) je nejvyšší hora Zimbabwe. Leží ve Východní vysočině v jižní Africe na území Zimbabwe v provincii Manicaland v distriktu Nyanga asi 275 km jihovýchodně od Harare nedaleko Mosambických hranic. Náleží do národního parku Nyanga.